# Mirian I
Mirian I, también conocido como Mirvan, fue rey de Iberia desde 162 a. C. hasta 112 a. C., año en el que murió.
De acuerdo con los primeros relatos medievales georgianos, reivindicó su descendencia de los persas Aqueménidas. Se casó con una hija del rey Saurmag I de Iberia, quien murió en 162 a. C. sin dar instrucciones y dejando su trono a Mirian. 
Es más conocido por su victoria frente a los feroces montañeros del Cáucaso del Norte conocidos por los georgianos como Dzurdzuk. Estas tribus (ancestros de los chechenos e ingusetios) invadieron las provincias de Kakheti y Bazaleti, pero fueron expulsados por Mirian. Siguiendo a esta victoria, levantó fuertes fortificaciones en el paso de Daryal, asegurando los límites del norte de su reino.
Fue sucedido por su hijo Farnadjom. 
| Predecesor: Saurmag I de Iberia | Rey de Iberia 162 a. C.-112 a. C. | Sucesor: Farnadjom de Iberia |

- Datos: Q1266656